# Cube Quest
Cube Quest è un videogioco sparatutto arcade su laserdisc dell'azienda americana Simutrek, pubblicato nel 1983. È stato progettato e programmato principalmente da Paul Allen Newell, che in precedenza aveva scritto alcuni giochi per Atari 2600 È stato presentato all'Amusement Machine Show (AM Show) di Tokyo nel settembre 1983 e poi all'AMOA Show il mese successivo, prima di essere pubblicato in Nord America nel dicembre 1983.
Il gioco combina grafica poligonale 3D in tempo reale con sfondi animati trasmessi in streaming su laserdisc, rendendolo il primo videogioco arcade ad utilizzare la grafica computerizzata 3D in tempo reale. Più o meno nello stesso periodo, la grafica computerizzata 3D pre-renderizzata venne utilizzata nel gioco laserdisc arcade Interstellar della Funai, presentato allo stesso AM Show nel settembre 1983. Cube Quest fu tuttavia il primo gioco ad utilizzare la grafica computerizzata 3D in tempo reale, anticipando I, Robot (1984) della Atari.

## Modalità di gioco
L'obiettivo del gioco è guidare un'astronave attraverso il Mondo Cubico per raggiungere il Tesoro di Mytha, situato all'estremo opposto rispetto al punto di origine del giocatore. Ogni spigolo del cubo conduce a uno dei 54 corridoi, ognuno dei quali visualizza uno sfondo unico, in cui bisogna sconfiggere un'ondata di nemici in una sequenza di gioco in stile sparatutto a tubi. Distruggere gli Abitanti del Buio fa guadagnare fino a 1000 punti per nemico; manovrare l'astronave per evitare gli ostacoli e distruggere i Cubi Guardiani fa guadagnare fino a 5000 punti. Infine, dopo aver raggiunto il Tesoro di Mytha, si assisterà alla sequenza finale. Dopodiché il gioco ricomincia da capo.

## Sviluppo
La software house che ha sviluppato il gioco, Simutrek, è stata fondata da Noah Anglin, ex dirigente di Atari ed Exidy. Paul Allen Newell era responsabile della progettazione e della programmazione. Gli sfondi laserdisc sono stati realizzati da Robert Abel and Associates. Ken Nordine (non accreditato) ha fornito la voce per la narrazione introduttiva. Era previsto un port per Vectrex, annullato quando la console uscì dal mercato.
Paul Allen Newell è stato influenzato dalle animazioni al computer di John Whitney e Jim Blinn e dai primi giochi arcade degli anni '80 come Pac-Man, Tempest, Centipede e Defender. Gli sfondi CGI del gioco sono stati poi utilizzati in Beyond the Mind's Eye.

## Accoglienza ed eredità
Il gioco ha ricevuto recensioni contrastanti al momento dell'uscita: elogi per la grafica e critiche per il gameplay. Al suo debutto all'AM Show, il gioco "è stato ritenuto estremamente complicato per un divertimento elettronico di massa", secondo la rivista Cash Box. Al suo debutto su AMOA, il gioco è stato definito "visivamente sbalorditivo" ma "allucinogeno" e "neo-psichedelico" da Cash Box. Sulla rivista Computer Games, Ben Gold e Eugene Jarvis ne lodarono la grafica, ma Jarvis criticò il gameplay, definendolo "una versione scadente di Tempest". 

### Possibile collegamento con la leggenda metropolitana diPolybius
Vari ricercatori, come Patrick Kellogg, credono che Cube Quest possa essere stato fonte di ispirazione per la leggenda metropolitana di Polybius, per via delle numerose somiglianze tra il gioco e la leggenda.
Polybius è spesso descritto come uno sparatutto in stile Tempest, con immagini surreali e spesso dannose, che era spesso visitato da "uomini in nero" prima di scomparire per sempre all'improvviso. Cube Quest, invece, è un gioco simile a Tempest con una grafica all'epoca avanzata che, a causa della natura inaffidabile dei videogiochi basati su LaserDisc, veniva spesso visitato per manutenzione e spesso spariva dalle sale giochi dopo un breve periodo di tempo.
Il nome della presunta software house che ha sviluppato Polybius, "Sinneslöchen", ha una vaga somiglianza con quello della software house che ha sviluppato Cube Quest, Simutrek.